# Tschebyschow-Mechanismus

Animiertes Schema des Tschebyschow-Mechanismus.

Der Tschebyschow-Mechanismus, auch Tschebyschow-Parallelogramm genannt (in Transkriptionen finden sich auch die Schreibweisen Tschebyschev, Tschebyscheff oder Chebyshev), ist ein dreigliedriges Koppelgetriebe, welches die Drehbewegung in eine annähernd geradlinige umwandelt (Lenkergeradführung). Es wurde im 19. Jahrhundert von dem russischen Mathematiker Pafnuti Lwowitsch Tschebyschow, der die theoretischen Probleme der kinematischen Mechanismen erforschte, entdeckt. Die Umwandlung einer Drehbewegung in eine lineare Bewegung ist dabei ein Bestandteil des allgemeineren Problems, eine Drehbewegung in eine beliebige Bewegung umzuwandeln.
Der Bereich der gradlinigen Bewegung wird definiert durch den Punkt {\displaystyle P} – den Mittelpunkt der Schwinge {\displaystyle L_{3}} –, der sich zwischen den zwei Endpunkten dieses Getriebes bewegt. Auf dieser Strecke ist die Abweichung von der ideal-linearen Bewegung gering.
Das Verhältnis zwischen den einzelnen Längen entspricht folgendem Ausdruck:
{\displaystyle L_{1}:L_{2}:L_{3}=2:2{,}5:1=4:5:2\,}
Aus dem dargestellten Verhältnis folgt, dass die Schwinge {\displaystyle L_{3}} vertikal steht, wenn diese an einen der Endpunkte ihrer Bewegung angelangt.
Mathematisch stehen die Längen in folgender Beziehung:
{\displaystyle L_{4}=L_{3}+{\sqrt {L_{2}^{2}-L_{1}^{2}}}.\,}

## Limiten der Eingabewinkel

Limiten des Eingabewinkels, wenn L2 die Eingangsschwinge ist

Die Limiten der Eingabewinkel sind in beiden Fällen (L2 oder L4 als Eingabewinkel):
{\displaystyle \varphi _{\text{min}}=\arccos \left({\frac {4}{5}}\right)\approx 36.87^{\circ }.\,}
{\displaystyle \varphi _{\text{max}}=\arccos \left({\frac {-1}{5}}\right)\approx 101.5^{\circ }.\,}

## Andere Namen
- Tschebyschow-Parallelogramms
- Kreuzlenker von Tschebyscheff[3]

## Ähnliche Mechanismen
- Tschebyschow-Lambda-Mechanismus
- Hoecken-Mechanismus

Der Tschebyschow-Lambda-Mechanismus (hier zweifach dargestellt, blau und grün) zeigt den identischen Bewegungspfad

- Inversor von Peaucellier (erzeugt eine exakt geradlinige Bewegung)